# Peter Stoffer

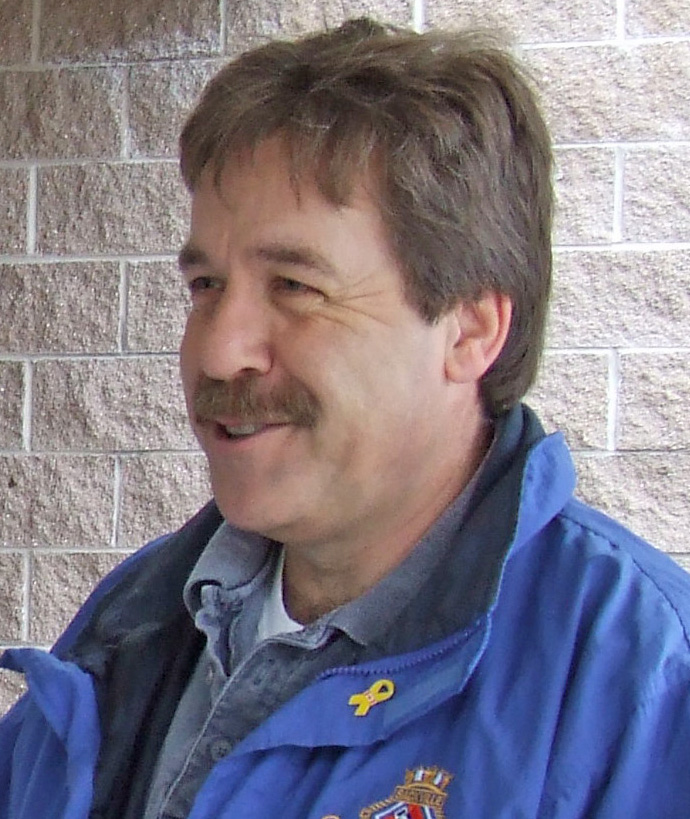
Peter Stoffer (2007)

Peter Arend Stoffer (* 6. Januar 1956 in Heerlen, Niederlande) ist ein kanadischer Politiker. Von 1997 bis 2015 war er Abgeordneter des Unterhauses für den Wahlkreis Sackville–Musquodoboit Valley–Eastern Shore (später umbenannt als Sackville–Eastern Shore).

## Leben und Karriere
Stoffer wurde am 6. Januar 1956 in Heerlen, Niederlande, geboren. Er und seine Familie wanderten 1956 nach Kanada aus. Sein Vater war in den Niederlanden Kohlebergarbeiter gewesen, doch nachdem das Bergwerk geschlossen worden war, beschloss er, nach Kanada auszuwandern. In Kanada wurde sein Vater Briefträger und seine Mutter Krankenschwester. Stoffer wuchs in Vancouver und Yukon auf, bevor er nach Nova Scotia zog. Bevor er in die Politik ging, arbeitete er über 18 Jahre für Air Canada.
Bei der Kanadische Unterhauswahl 1997 war er Kandidat der Neue Demokratische Partei im Wahlkreis Sackville–Musquodoboit Valley–Eastern Shore. Er wurde mit 12.433 Stimmen (30,37 %) gewählt, nur 39 Stimmen mehr als der zweitplatzierte Kandidat Ken Streatch von der Progressiv-konservative Partei Kanadas. Er wurde in den Kanadischen Unterhauswahlen 2000, 2004, 2006, 2008 und 2011 wiedergewählt.
Im 2003 trat Alexa McDonough als Parteivorsitzende der Neue Demokratische Partei zurück. Stoffer unterstützte Lorne Nystrom in seinem Wahlkampf um den Vorsitz. Auf dem Parteitag 2003 belegte Nystrom den dritten Platz und Jack Layton wurde zum Vorsitzenden gewählt. Bei der Kanadische Unterhauswahl 2004 waren er und Alexa McDonough die einzigen beiden Mitglieder der Neue Demokratische Partei, die aus Nova Scotia ins Unterhaus gewählt wurden.
Während seiner gesamten politischen Karriere unterstützte Stoffer das Dritter Weg Modell der Sozialdemokratie im Stil von Tony Blair und Gerhard Schröder. Er war Mitglied der Fraktion NDProgess der Neue Demokratische Partei neben Parteimitgliedern wie Dominic Cardy.
Stoffer schlug auch eine Reform des Unterhauses vor. Es würde Abgeordneten verbieten, einer anderen Partei ohne Nachwahl beizutreten. Stoffers Vorschlag wurde durch den Beitritt des Abgeordneten David Emerson zur Konservative Partei Kanadas ausgelöst, nur wenige Tage nachdem Emerson bei den Kanadische Unterhauswahl 2006 als Liberaler gewählt worden war.
Im 2006 arbeitete er mit dem konservativen Senator Pat Carney an einem Gesetz zum Schutz historischer Leuchttürme. Im 2008 erzielte er mit 24.279 Stimmen (61,43 %) sein bestes Wahlergebnis. 2009 und 2010 wurde er vom kanadischen Nachrichtenmagazin Maclean’s zum freundlichsten Abgeordneten gekürt. Im 2012 war Stoffer in eine Kontroverse verwickelt, als er den Abgeordneten der Konservative Partei, Rob Anders, als „a complete dickhead“ bezeichnete, weil dieser behauptet hatte, der Vorsitzende der Neue Demokratische Partei, Thomas Mulcair, habe den Tod seines Vorgängers Jack Layton beschleunigt. Stoffer und Anders waren im selben Jahr in einen weiteren Streit verwickelt, als Anders beschuldigt wurde, während eines Treffens, an dem beide teilnahmen und bei dem es um die Armut von Kriegsveteranen ging, geschlafen zu haben. Im 2015 plädierte Stoffer für die Vereinigung der Provinzen Nova Scotia, New Brunswick und Prince Edward Island zu einer einzigen Provinz. Er erklärte, dass dies die Kosten staatlicher Dienstleistungen erheblich senken würde.
Bei der Kanadische Unterhauswahl 2015 unterlag Stoffer in seinem Wahlkreis. Bei dieser Wahl wurden alle Abgeordneten der Neue Demokratischen Partei aus Nova Scotia besiegt. Nach der Wahl schlug Stoffer mehrere Änderungen für die Neue Demokratische Partei vor, darunter die Änderung des Parteinamens in Demokratische Partei, und schränkte den Einfluss des Canadian Labour Congress auf die Partei ein. Am 6. Mai 2015 wurde Stoffer mit dem niederländischen Orden von Oranien-Nassau ausgezeichnet.